# MB-1
La Manson MB-1 est une guitare électrique conçue par le luthier Hugh Manson, commercialisée depuis le mois de juin 2009. À l'origine, cette guitare a été conçue exclusivement pour le guitariste Matthew Bellamy, leader de Muse.

## Le nom
Cette guitare doit son nom aux initiales du chanteur britannique Matthew Bellamy, leader du groupe  Muse. D'où son nom "MB-1, Matthew Bellamy signature".

## Les caractéristiques et particularités

### Description
Le prix de base de cet instrument varie entre 3300£ (3 700 €) et 4000£ selon les options. Elle est disponible en deux coloris, MATT BLACK (noire) et RED GLITTER (rouge brillant à paillette). 
Elle se distingue par cet écran de contrôle MIDI permettant des effets sonores particuliers et sa couleur texture rouge unique.
La MB-1 est une des guitares les plus équipées en effet sonore au monde.
Le corps est en aulne et le manche en érable. Le micro manche est un humbucker Fernandes intégrant la technologie Sustainer, le micro chevalet est un Manson MBK-2 (humbucker).

### Joueurs célèbres
Matthew Bellamy utilise régulièrement la Manson MB-1 sur scène depuis 2007. La guitare apparaît lors de la tournée Black Holes and Revelations Tour en 2007 (et sur le DVD live H.A.A.R.P, du groupe paru en 2008, notamment sur la chanson Supermassive Black Hole), The Resistance Tour en 2009 et 2010, et The Second Law Tour, qui a démarré en 2013. Mais aussi dans le clip du single Uprising en septembre 2009, et dans celui du single Unsustainable.